# Венжиська
Венжиська (пол. Wężyska, нім. Merzwiese) — село в Польщі, у гміні Кросно-Оджанське Кросненського повіту Любуського воєводства.
Населення — 860 осіб (2011).
У 1975-1998 роках село належало до Зеленогурського воєводства.

## Демографія
Демографічна структура станом на 31 березня 2011 року:
|          | Загалом | Допрацездатний вік | Працездатний вік | Постпрацездатний вік |
| -------- | ------- | ------------------ | ---------------- | -------------------- |
| Чоловіки | 420     | 86                 | 310              | 24                   |
| Жінки    | 440     | 85                 | 292              | 63                   |
| Разом    | 860     | 171                | 602              | 87                   |